# Jodoigne
Jodoigne (tiếng Hà Lan: Geldenaken)là một đô thị ở tỉnh Walloon Brabant. Tại thời điểm ngày 1 tháng 1 năm 2006 Jodoigne có dân số 12,440 người. Tổng diện tích là 73,31 km² với mật độ dân số là 170 người trên mỗi km².
Thiên thạch 1199 Geldonia đã được đặt tên theo đô thị này (từ tên theo tiếng Latin) bởi Eugène Delporte, người sinh ra ở đây.